# Dylan Dog (fumetto)
Dylan Dog è una serie a fumetti edita in Italia dalla Sergio Bonelli Editore e incentrata sull'omonimo personaggio creato da Tiziano Sclavi. Negli anni novanta arrivò a vendere mezzo milione di copie mensili oltre alle varie ristampe e alle collane parallele sempre incentrate sul personaggio; dopo il 2000 è andato progressivamente calando. Attualmente è il secondo fumetto più venduto in Italia dopo Tex. Il successo della serie ha determinato un'elevata valutazione dei primi numeri.

## Storia editoriale
La serie è esordita in Italia il 26 settembre 1986 con il primo numero datato ottobre 1986 e intitolato L'alba dei morti viventi edito dalla Editoriale Daim Press. La storia d'esordio è scritta da Tiziano Sclavi e disegnata da Angelo Stano. Le quotazioni raggiunte dal primo numero portarono alla stampa di copie false riconoscibili per alcuni particolari.
Nel primo anno tutte le storie vennero scritte da Sclavi. Successivamente si sono alternati altri autori tra i quali Giuseppe Ferrandino, Luigi Mignacco, Alfredo Castelli, Marcello Toninelli, il trio di autori Medda, Serra e Vigna, Claudio Chiaverotti Mauro Marcheselli, Carlo Ambrosini, Michelangelo La Neve, Gianfranco Manfredi, G. Anon (Gianluigi Gonano), Medda, Magda Balsamo, Pasquale Ruju, Giuseppe de Nardo, Paola Barbato, Alessandro Bilotta e Roberto Recchioni. Col tempo Sclavi ha realizzato sempre meno sceneggiature, fino a prendersi un periodo sabbatico dal personaggio nel 2001 ed interrotto solo nel 2006 in occasione del ventennale della serie, quando sono stati pubblicati gli albi n. 240, 243, 244 ed infine il n. 250 del 2007 con il quale ha interrotto nuovamente il suo impegno per la serie. Il 2016, dopo nove anni di assenza, segna il ritorno di Sclavi alla sceneggiatura col n. 362, seguito poi nel 2017 dal n. 375.

### Il rilancio del 2013-2014
Tra il 2013 e il 2014 ebbe luogo una graduale operazione di rilancio editoriale del personaggio voluta da Sclavi e da lui stesso annunciata ai lettori nella rubrica redazionale del n. 324 della serie mensile. L'operazione fu affidata a Roberto Recchioni, nominato curatore della serie al posto di Giovanni Gualdoni, e a Franco Busatta, scelto come coordinatore redazionale. La prima fase si limitò alla pubblicazione di storie parzialmente revisionate che erano già pronte. A inaugurare questa fase fu l'episodio Una nuova vita, scritto e disegnato da Carlo Ambrosini e pubblicato sull'albo n. 325 dell'ottobre 2013. Al di fuori della serie regolare la prima storia revisionata era stata "La bomba!" pubblicata alcuni giorni prima nello Speciale n. 27. Le principali novità stilistiche introdotte furono un nuovo approccio alle copertine da parte di Angelo Stano e nei dialoghi la sostituzione del "Voi" con il "Lei". Inoltre fu rinnovata la veste grafica del Dylan Dog Horror Club, la cui gestione passò a Recchioni in quanto nuovo curatore.
Il rilancio vero e proprio parte un anno dopo con l'albo n. 337 che presenta una nuova veste grafica con il restyling della testata e del bollino del prezzo e il nuovo frontespizio in terza pagina. Il 26 settembre 2014, ossia il giorno precedente all'uscita dell'albo nelle edicole, la Sergio Bonelli Editore ha presentato il nuovo corso in una conferenza stampa trasmessa in diretta su YouTube nella quale Sclavi ha ufficialmente ceduto il testimone a Recchioni. Il processo di rinnovamento ha coinvolto tutte le collane legate al personaggio e vede l'arrivo di nuovi personaggi e antagonisti, e l'inserimento della tecnologia nella vita di Dylan Dog attraverso uno smartphone gestito da Groucho.
Ogni albo è indipendente dai precedenti e dai successivi, ma una sorta di continuity lega i vari episodi in cicli annuali. L'ambientazione è sempre la Londra contemporanea ma l'ispettore Bloch si trasferisce in campagna e Scotland Yard ha un nuovo ispettore di nome Carpenter che considera Dylan un ciarlatano. Le novità nella struttura narrativa iniziarono col successivo n. 338 nel quale si manda in pensione l'ispettore Bloch mentre nel successivo n. 339 viene presentato il suo sostituto a Scotland Yard, l'ispettore capo Tyron Carpenter, tutt'altro che compiacente; nel n. 340 viene narrata la nuova vita del pensionato Bloch nel paese di Wickedford e nel n. 341 viene introdotto un nuovo antagonista: l'industriale John Ghost.
Le storie del nuovo corso sono caratterizzate da una certa continuità narrativa prima quasi del tutto assente. Nel corso dei mesi in cui si intrecciano le varie vicende, Dylan acquista un cellulare, Carpenter gli fa sequestrare il distintivo scaduto da poliziotto che continuava a utilizzare nonostante non fosse più un poliziotto; Dylan prende coscienza di aspetti nuovi circa il suo rapporto con le donne, approfondisce la relazione amicale con Bloch, diventa proprietario in modo misterioso del suo appartamento, è costretto a fare i conti con la nuova nemesi John Ghost e col nuovo ispettore capo Carpenter. Inoltre alcuni misteri ruotano attorno al suo assistente Groucho, personaggio le cui origini non erano mai state approfondite.

### Il ciclo della meteora
Con l'albo n. 387 di novembre 2018 inizia un ciclo di 13 storie collegate fra loro da una stretta continuità intitolato "ciclo della meteora" che si conclude con l'albo n. 400. In questo ciclo una meteora in avvicinamento alla terra porterà vari sconvolgimenti, minacciando la distruzione del pianeta. Le varie sottotrame iniziate col rilancio editoriale partito con il n. 337 vengono chiuse e dal n. 401 inizia una nuova fase della testata. Per sottolineare questo ciclo, viene indicato in copertina un conto alla rovescia fino al n. 400, corrispondente all'impatto della meteora. Inoltre il logo in copertina viene rappresentato con alcune crepe destinate ad aumentare albo dopo albo fino allo sgretolamento completo del logo stesso. Ai primi 4 albi di questo ciclo vengono allegati i "Tarocchi dell'Incubo", un mazzo di tarocchi disegnati da Angelo Stano. Con il Dylan Dog Color Fest 28 vengono allegati un raccoglitore per il suddetto mazzo e un albetto del fumettista Bepi Vigna che insegna come interpretarli. Gli Arcani maggiori erano già stati pubblicati negli anni novanta dall'azienda specializzata Lo Scarabeo, mentre gli Arcani minori sono stati disegnati ex novo.

### Dal ciclo666in poi
Con la conclusione del ciclo della meteora, dal n. 401 inizia una nuova fase per la serie con una prima storia in sei albi scritta dal curatore della testata Roberto Recchioni. Il logo Dylan Dog in copertina viene leggermente modificato e affiancato dalla dicitura 666, Dylan Dog stesso viene rappresentato in una nuova versione e viene affiancato da una nuova spalla, Gnaghi, personaggio ideato da Sclavi per il romanzo Dellamorte Dellamore e che viene qui ripreso in sostituzione di Groucho, ucciso nell'albo n. 400. Vengono inoltre modificati i rapporti tra i personaggi: Dylan Dog diventa figlio adottivo di Bloch, passato da ispettore a sovrintendente, ed è inoltre l'ex marito del sergente Rania Rakim, la quale ha tradito e poi lasciato Dylan per intraprendere una relazione con l'ispettore Tyron Carpenter. Dal n. 407, dopo la conclusione del ciclo sceneggiato da Roberto Recchioni, viene rimossa la dicitura 666 di fianco al logo e Groucho ritorna al suo ruolo di assistente. Assieme alle consuete storie autoconclusive, vengono inoltre introdotti minicicli di storie divise quindi su più albi, scritte tra gli altri da autori storici come Claudio Chiaverotti, Paola Barbato e Bruno Enna.

### Il rilancio del 2022-2023
Con l'albo n. 435 di novembre 2022 inizia una trilogia destinata a cambiare nuovamente l'ambientazione e le interazioni del personaggio. La decisione nasce dalla volontà di Tiziano Sclavi stesso, che propone un soggetto dello scrittore Claudio Lanzoni, su cui vengono scritte tre sceneggiature, la prima a firma Roberto Recchioni e le altre due di Barbara Baraldi. La serie torna allo  status quo del numero 436. Rania e Carpenter vengono uccisi, John Ghost sparisce nel nulla, Bloch torna ispettore. Dylan Dog per uno sfasamento spazio temporale non ricorderà nulla di questi avvenimenti, come non li avesse mai vissuti.
Dal 4 maggio 2023 la testata è affidata a Barbara Baraldi come nuova curatrice, subentrando a Roberto Recchioni, che rimane comunque all'interno dello staff come sceneggiatore.

## Caratteristiche dell'albo
Formato: la struttura dell'albo prevede 98 pagine in bianco e nero (e per alcune occasioni, a colori). Le storie a fumetti sono sempre inedite e nella maggior parte dei casi auto-conclusive. Nei primi 17 albi le 96 pagine erano tutte occupate dalla storia a fumetti mentre a partire dal n. 18 le storie a fumetti si riducono a 94 tavole per lasciare la terza pagina a un frontespizio del quale si sono avute diverse versioni:
- la prima disegnata dal primo copertinista Claudio Villa dal n. 18 al n. 41;
- la seconda realizzata da Angelo Stano che sostituì Villa dal n. 42 e rimasta inalterata fino al n. 336;
- la terza sempre realizzata da Stano ha esordito a colori nel n. 337 in occasione del restyling della collana ed è stata utilizzata fino al n. 363; ha fatto eccezione l'albo n. 362 che aveva un frontespizio bianco così come la copertina per celebrare il ritorno di Tiziano Sclavi ai testi;
- la quarta opera del nuovo copertinista Luigi Cavenago che ha debuttato con il n. 364 sebbene l'avvicendamento alle copertine fosse già avvenuto con l'albo precedente.
- la quinta sempre ad opera di Gigi Cavenago, è rimasta in vigore per il ciclo 666 quindi dal n. 401 al n. 406
- la sesta ancora una volta di Gigi Cavenago, presente dal n. 407
- la settima ad opera di Gianluca e Raul Cestaro, copertinisti dall'albo n. 421
- l'ottava ed ultima sempre ad ad opera dei fratelli Cestaro, presente dall'albo n. 446

La seconda di copertina (la pagina n. 2) presentava fino al n. 169 una rubrica intitolata Il Club dell'Orrore. La quarta pagina è occupata da una rubrica che dal n. 18 al n. 170 si intitolava Dylan Dog Horror Post dove venivano pubblicate lettere inviate dai lettori. Dal n. 171 questa rubrica ha assorbito Il Club dell'Orrore ed è stata ribattezzata Dylan Dog Horror Club; con il n. 325 ne è stata rinnovata la veste grafica, successivamente modificata col n. 441 a seguito del cambio di curatore. Dal n. 337 hanno subito lievi modifiche anche la grafica della testata e il bollino del prezzo.
Storie in due puntate: le storie pubblicate nella serie si concludono nello stesso albo a eccezione di alcune che si sviluppano in due albi. La prima di queste storie in due parti venne pubblicata nei n. 16 e 17 e rimane tuttora con le sue 192 tavole complessive (96 per puntata) la più lunga pubblicata sulla serie regolare in quanto le successive storie doppie sono di 188 tavole (94 per puntata). Ad oggi sono state pubblicate le seguenti storie in due puntate: n. 16 e n. 17, n. 64 e n. 65, n. 110 e n. 111, n. 133 e n. 134, n. 180 e n. 181, n. 198 e n. 199, n. 241 e n. 242 (per festeggiare i venti anni della serie), n. 289 e n. 290, n. 416 e n. 417, n. 444 e n. 445, n. 454 e n. 455, n. 465 e n. 466.
Storie in più puntate: come già menzionato, il ciclo della meteora inizia con l'albo n. 387 e si conclude col n. 400, mentre il ciclo 666 inizia con l'albo n. 401 e si conclude col n. 406. Il mini ciclo Mana Cerace è una storia divisa in tre parti sugli albi n. 409-410-411. Gli albi n. 435-436-437 presentano un'unica storia, divisa come una trilogia.
Albi con pagine extra: la serie regolare ha avuto storie di 96 tavole fino al n. 17 e di 94 dal n. 18 in poi (a seguito dell'introduzione del frontespizio) con le seguenti eccezioni:
- n. 50: 12 pagine in più con una storia a fumetti di 104 tavole e le altre pagine dedicate a rubriche di posta e resoconti sul Dylan Dog Horror Fest.
- n. 77: 16 pagine in più con due storie complete di 64 e 46 tavole. La prima dava il titolo all'albo ed era anche un esperimento di storia immaginaria. Si tratta inoltre dell'unico caso di storia doppia in un unico albo.
- n. 121: 16 pagine in più in occasione dei primi dieci anni di vita editoriale con albo a colori.
- n. 131: 2 pagine in più con la penultima che conteneva un particolare a colori.
- n. 338: 16 pagine in più in occasione dell'avvio del primo ciclo di storie a cura di Roberto Recchioni.
- n. 418-419-420: albi ispirati rispettivamente alle canzoni Sally, Albachiara e Jenny di Vasco Rossi e contenenti quindi 16 pagine in più con una intervista al cantautore, i testi delle canzoni, un editoriale di Michele Masiero e, nel primo albo, uno scritto di Tiziano Sclavi e uno di Davide Bonelli.[49]

Albi a colori: come tutte le principali serie bonelliane in occasione dei numeri multipli di 100 le storie sono a colori. Inoltre sono stati a colori anche altri numeri:
- n. 121: albo celebrativo per i dieci anni di vita editoriale della serie
- n. 241 e 242: doppio albo celebrativo per i venti anni di vita editoriale della serie
- n. 250: albo celebrativo
- n. 337: per il rinnovo editoriale della testata col relativo cambio di curatore
- n. 350: albo celebrativo
- n. 361: albo celebrativo per i trenta anni di vita editoriale della serie

oltre ai n. 131 (come già menzionato, con solamente un particolare a colori nella penultima pagina), 224 e 375 senza motivazione particolare.
Albi con diverse versioni della copertina: in occasione del crossover con la serie Dampyr, sono state edite due versioni del n. 371 che si differenziano per la diversa copertina, mentre per il n. 400 le variant di copertina diventano quattro, disegnate da Gigi Cavenago, Angelo Stano, Claudio Villa e Corrado Roi. Nei n. 418-419-420 la prima di copertina è disegnata da Fabrizio De Tommaso e l'ultima da Gigi Cavenago, avendo di fatto gli albi una doppia copertina.

## Ristampe
Gli albi della serie regolare e di quelle speciali sono stati ristampati più volte in vari formati e da parte di vari editori. La Bonelli ha incominciato a ristampare la serie regolare nel luglio 1990 con la collana Dylan Dog Ristampa che, per un anno, ha avuto periodicità quindicinale per poi diventare mensile contestualmente all'avvio, nel luglio 1991, della collana Dylan Dog Seconda Ristampa anch'essa mensile. Entrambe le collane riproponevano gli albi in ordine cronologico con formato e copertine identiche alla serie originale salvo la dicitura "Ristampa" o "Seconda Ristampa" nell'angolo in alto a destra e con poche differenze relative alle rubriche e nel retro copertina. Nel luglio 1996 debuttò la collana Dylan Dog Collezione Book, terza ristampa integrale, sempre a periodicità mensile ma in versione rilegata, mantenendo sempre le copertine originali. Le tre collane di ristampe riproponevano, rispettivamente dopo quattro, cinque anni e dieci anni, gli albi della serie inedita.
La Seconda Ristampa fu chiusa nel 2006 col n. 184 per essere sostituita da Dylan Dog Granderistampa, nuova ristampa cronologica della serie regolare in volumi bimestrali contenenti ciascuno tre storie e copertine inedite realizzate da Corrado Roi.
Nel 2017 chiusero anche la Ristampa col n. 330 e la Collezione Book col n. 250. Quest'ultima fu temporaneamente sostituita dalla collana Il Dylan Dog di Tiziano Sclavi, ristampa a colori, sempre in versione rilegata, di albi storici scritti dal creatore della serie con copertine inedite di Gigi Cavenago, inserti aggiuntivi e interviste ai disegnatori degli albi. Nel 2019 chiusero sia tale collana, col n. 24, che la Granderistampa col n. 78 (dopo aver ristampato i primi 234 albi della serie regolare).
Nel 1997 aveva invece debuttato la collana Dylan Dog Super Book che, con formato simile alla Collezione Book, ristampava storie del personaggio pubblicate al di fuori della serie regolare (Speciali, Almanacchi, Giganti e Maxi oltre a quelle pubblicate da altri editori). Tale collana chiuse nel 2018 col n. 75.
Oltre alla Bonelli anche altri editori hanno proposto ristampe delle storie del personaggio in vari formati e collane. Dal 1991 nella collana Oscar Mondadori sono stati pubblicati molti volumi contenenti la ristampa di storie apparse originariamente nella serie regolare e nelle collane speciali.
Tra le varie iniziative editoriali antologiche dedicate al fumetto intraprese perlopiù dai diversi quotidiani in abbinamento settimanale, Dylan Dog è stato pubblicato come undicesimo volume della collana I classici del fumetto dalla BUR nel 2000; con La Repubblica e il settimanale L'Espresso ne I classici del fumetto di Repubblica n. 5 (2003) con le storie Attraverso lo specchio e Memorie dall'invisibile della serie regolare (rispettivamente numeri 10 e 19) e le fuori serie L'orrore, Gnut, La bambina e La piccola biblioteca di Babele e ne I classici del fumetto di Repubblica Serie oro dell'anno successivo nel volume 11 contenente la "Trilogia extraterrestre" (composta dai volumi 61, 131 e 136 della serie regolare - Terrore dall'infinito, Quando cadono le stelle e Lassù qualcuno ci chiama); nei volumi 4, 5 e 6 della collana Gli eroi del fumetto di Panorama; e nella collana lanciata dal Corriere della Sera e La gazzetta dello sport nel 2009 100 anni di fumetto italiano con il primo volume contenente le storie: Totentanz, pubblicata sul primo albo gigante, Finché morte non vi separi, n. 121 della serie regolare, La bambina e La piccola biblioteca di Babele, oltre ad altre due non afferenti a Dylan Dog. In abbinamento con La Repubblica e L'Espresso nel 2013 è esordita la collana Dylan Dog - Collezione storica a colori che ha ristampato le prime 150 storie della serie regolare in 50 volumi con l'aggiunta di rubriche e approfondimenti del giornalista esperto in fumetti Luca Raffaelli e dei redattori esperti degli almanacchi bonelliani, Luca Crovi e Maurizio Colombo mentre le copertine furono realizzate da Bruno Brindisi. In abbinamento editoriale con La Gazzetta dello Sport nel 2015 furono pubblicati 54 volumi della collana Dylan Dog - I colori della paura che riproponeva le storie originariamente apparse sul Dylan Dog Color Fest oltre a due storie inedite: La nuova alba dei morti viventi e Ancora un lungo addio entrambe remake di due storie della serie regolare (numeri 1 e 74). Nel 2016 ha esordito la collana Dylan Dog, il nero della paura composta da 25 albi settimanali che ripropongono una selezione di storie brevi del personaggio in abbinamento settimanale alla Gazzetta dello Sport e una storia inedita pubblicata nel primo numero (Il bianco e il nero di Barbato e Roi) poi ripresa a ampliata sul n. 372 della serie regolare. Nel luglio 2019 esce in edicola Dylan Dog - viaggio nell'incubo ristampa degli episodi non in ordine cronologico, ma raccolti per temi. Quest'ultima ristampa chiude con il numero 80 del gennaio 2021.

## Altre collane
Oltre alla serie regolare nel tempo sono stati pubblicati volumi fuori serie inizialmente editi come supplementi alle serie regolari e successivamente all'interno di proprie collane con periodicità variabile che propongono storie inedite a volte integrate con rubriche redazionali o con volumi allegati come lo Speciale, l'Almanacco della Paura, il Dylan Dog Gigante o il Maxi. Sono stati pubblicati anche volumi fuori serie con incontri con altri personaggi della casa editrice. Altri editori hanno pubblicato storie inedite del personaggio presentate come inserti o in albi allegati a giornali o riviste non necessariamente di fumetti. Queste volumi presentano storie inedite con diversa foliazione, formato e presenza o meno del colore.
- Speciale: È una serie di albi speciali pubblicati annualmente a partire dal 1987 inizialmente come supplemento alla serie regolare e poi dal 1994 a partire dal n. 8 divenuta una collana periodica annuale[66]. Questa collana ha cambiato più volte le proprie caratteristiche nel corso degli anni: i primi cinque numeri (1987-1991) erano albi di 132 pagine ai quali era allegato un volumetto di 64 pagine della Enciclopedia della paura incentrati su tematiche legate al genere horror[65], dal n. 6[73] fino al n. 13[74] (1992-1999) venne allegato un albo a fumetti di 32 pagine intitolati Dylan Dog presenta Groucho contenenti storie con protagonista l'assistente di Dylan Dog[66]; dal n. 14 del 2000[75] non vi sono più allegati e il numero di pagine è aumentato a 160[66] e la collana mantiene queste caratteristiche fino al n. 28 del 2014[76]. Dal n. 29 del 2015 la collana ha modificato la propria veste grafica e viene dedicata alla serie di storie ambientate nel futuro di Dylan Dog (Il pianeta dei morti) create da Alessandro Bilotta.[77][78] Questa serie aveva esordito nella collana Color Fest sui numeri 2 e 10,[79][80] proseguendo sul n. 22 del Gigante,[81] prima di venire collocata stabilmente sullo Speciale.
- Almanacco della Paura / Magazine / Enciclopedia della Paura: La serie degli Almanacchi della paura esordisce nel 1991 (Dylan Dog presenta - L'almanacco della paura) come supplemento annuale alle collane Ristampa[52][67] e Seconda Ristampa[53][67]. Sono volumi che presentano uno o più fumetti inediti oltre a redazionali sui fumetti, il cinema, la musica e la narrativa di genere horror[67]. Questi primi tre albi recano sul dorso le scritte "Il primo almanacco della paura", "Il secondo almanacco della paura", "Il terzo almanacco della paura" mentre dal 1994 la scritta sul dorso fa semplicemente riferimento all'anno di uscita[67]. A partire dal quarto volume del 1994 la serie confluisce nella Collana Almanacchi dove vengono pubblicati analoghi volumi intitolati ad altri personaggi della Bonelli[67][82] che presentano un fumetto inedito e articoli d'informazione e critica legati al genere cui fa riferimento il personaggio[82][83]. Dal 2015 i volumi della collana vengono chiamati Dylan Dog Magazine[67] riprendendo da capo la numerazione e rinnovando la veste grafica. I volumi continuano a presentare storie inedite a fumetti insieme a rubriche e servizi su fumetti, libri, produzioni televisive e cinematografiche di genere horror[84]. Le storie a fumetti pubblicate nel Magazine hanno come protagonista l'ex ispettore Bloch ritiratosi a vivere a Wickedford dopo il suo pensionamento[84][85] fino al quinto albo, dove si chiude questo ciclo narrativo. Dal sesto le storie vengono collegate al reboot avvenuto a partire dal n. 401 della serie regolare. Dal 2023 la testata viene rinominata  Enciclopedia della Paura, contenente, oltre alle solite rubriche, 3 storie inedite.
- Albo Gigante: Collana di albi in grande formato e con foliazione maggiore rispetto alla serie regolare pubblicati con cadenza annuale dal 1993 inizialmente come supplemento alla collana Ristampa e alla serie regolare e pubblicato per 22 numeri fino al 2013[68]. L'albo era composto solitamente da una o più storie di lunghezza variabile. I volumi dal n. 9 al n. 15 presentavano una storia unica di 236 tavole che risultano essere quelle più lunghe mai pubblicate[86][87].
- Maxi Dylan Dog / Maxi Dylan Dog Old Boy / Dylan Dog: OldBoy: Collana di albi annuale di ampia foliazione esordita nel 1998 che presentava tre avventure complete di 94 tavole inizialmente disegnate solo dalla coppia Montanari & Grassani. Dal n. 14 del 2011 la collana diventa semestrale e vengono coinvolti altri disegnatori: le uscite estive sono disegnate da Montanari & Grassani mentre quelle invernali vedono altri quattro disegnatori storici della serie come Corrado Roi (n. 14), Giovanni Freghieri (n. 16), Luigi Piccatto (n. 18) ed Ugolino Cossu (n. 20)[88]. Dal n. 22 del 2014[89] la testata cambia in Maxi Dylan Dog Old Boy diventando quadrimestrale, mantenendo la struttura a tre avventure complete e rinnovando la grafica a segnalare un ambito narrativo che non tiene conto del restyling effettuato nella serie principale,[88] cioè in una realtà alternativa nella quale Bloch è ancora ispettore a Scotland Yard. Il n. 28 della collana presenta la sola eccezione di due storie lunghe e quattro brevi[90]. Dal numero 39 la collana cambia nuovamente nome in Dylan Dog: OldBoy, divenendo bimestrale e con all'interno due storie, mentre rimane invariata l'ambientazione del personaggio.[91] Inoltre, pur rimanendo all'interno della testata Maxi, la numerazione riparte da uno. Questa versione dell'OldBoy chiude col numero 29 per essere sostituita da una nuova versione di 98 pagine e contenente un'unica storia, quindi con medesimo formato della serie regolare, ricominciando la numerazione da uno, ma mantenendo invariato il nome della testata.
- Dylan Dog Color Fest: quinta collana speciale esordita nel 2007 con cadenza annuale fino al 2010 e successivamente semestrale, nella quale vengono pubblicate, tra le altre, storie di sceneggiatori e disegnatori che si cimentano per la prima volta con il personaggio. Pubblicato fino al 2016 nel tradizionale formato bonellide, con 128 pagine di carta lucida e composto da quattro storie di 32 tavole[92][93], subisce successivamente un rinnovamente e a partire dal n. 16 l'albo perde la carta lucida, diminuisce il numero di pagine a 96, diviene trimestrale e diventano variabili sia il numero di storie contenute che la loro lunghezza, infine i numeri con più di una storia assumono un titolo[93]. Non sempre le storie pubblicate sul Color Fest sono inedite: soprattutto nei primi anni, una delle storie veniva pubblicata in anteprima di qualche settimana su inserti di quotidiani o riviste (a volte divisa in due parti)[senza fonte]. Tra il 2015 e il 2016, in abbinamento editoriale a La Gazzetta dello Sport viene pubblicata la collana Dylan Dog - I colori della paura, comprensiva dei primi 13 numeri del Color Fest e di due storie all'epoca inedite: si tratta di La nuova alba dei morti viventi (pubblicata sul primo numero della collana) e di Ancora un lungo addio. Queste storie verranno poi ristampate rispettivamente sui Color Fest n. 18 e 22,[61][62][93] che hanno la caratteristica di presentare storie remake di albi già apparsi sulla serie regolare.
- Dylan Dog presenta: I racconti di domani: miniserie di sei libri scritti da Tiziano Sclavi in cui Dylan Dog non è necessariamente il protagonista. Il primo volume intitolato Il libro impossibile, contenente quattro storie disegnate da Gigi Cavenag, è uscito per il Lucca Comics and Games 2019[94] e alcune pagine sono uscite come inserto interno al quotidiano La Repubblica dal 28 al 30 ottobre 2019. A partire da maggio 2025 e con cadenza mensiale la miniserie viene ripubblicata in formato da edicola.
- Dylan Dog presenta: Daryl Zed: mini serie spin-off di 6 albi a colori di 32 pagine, dedicata al personaggio apparso nel numero 69 della serie regolare Caccia alle Streghe. In seguito al remake di questo albo, scritto da Tito Faraci e disegnato da Nicola Mari, intitolato Caccia agli inquisitori e pubblicato sul Color Fest n. 22, la Bonelli decide di pubblicare questa miniserie il cui numero zero, ad opera degli stessi autori, è uscito nelle fumetterie per il Free Comic Book Day 2019. La serie debutta e si conclude nel 2020, scritta sempre da Tito Faraci e disegnata da Nicola Mari, Angelo Stano e Werther Dell'Edera[95] e successivamente raccolta in un unico volume[96] che viene pubblicato solamente nel 2025.

## Edizioni estere
La serie è stata pubblicata in Croazia da Ludens, in Serbia da Veseli Četvrtak e Expik Publications, in Macedonia da M-comics, in Danimarca da Shadow Zone Media, nei Paesi Bassi da Silvester, in Polonia da Egmont Polska, Bum Projekt e Tore, in Spagna da Aleta Ediciones, in Svezia da Ades Media, in Germania da Carlsen Comics in Turchia da Rodeo e Hoz Comics e in India da Lion - Muthu Comics.
Nel 1999 la casa editrice statunitense Dark Horse Comics ha pubblicato una miniserie di sei episodi. Nella serie americana il personaggio di Groucho è rinominato Felix e non ha i classici baffi a causa del divieto della famiglia di Groucho Marx di usare l'immagine dell'attore.
Nel 2016 la casa editrice Epicenter Comics ha annunciato la pubblicazione in inglese di altri episodi della serie Dylan Dog.
Dal 2014 Dylan Dog è stato pubblicato in Ungheria dall'editore Fumax e dal 2016 dalla Frike Comics. Ad oggi ci sono 6 albi di Dylan Dog pubblicati (più un albetto speciale e la ristampa del n. 1). È stato annunciato un cross-over con Dampyr previsto per il 2018.

## Crossover & Team Up
Elenco dei personaggi protagonisti di altre serie a fumetti della Sergio Bonelli Editore con i quali il personaggio ha effettuato crossover e con cui condivide, di conseguenza, lo stesso universo narrativo:
- Martin Mystère: nell'ottobre del 1990 e nell'ottobre del 1992 furono pubblicati due albi fuori serie contenenti una storia con Dylan Dog e Martin Mystère. Il primo albo, "Ultima fermata: l'incubo!", fu scritto da Alfredo Castelli con la collaborazione di Sclavi mentre il secondo, "La fine del mondo", fu scritto da Sclavi con la collaborazione di Castelli ed entrambi furono disegnati da Giovanni Freghieri[101][102]. Contatti fra i due personaggi c'erano già stati nel 1988 nell'albo n. 18 della serie di Dylan Dog, Cagliostro!, dove il personaggio incontra l'ispettore Travis, uno dei comprimari della serie di Martin Mystere; nell'albo compaiono lo stesso Martin Mystère con la fidanzata Diana Lombard e il suo amico Java, senza però incontrare direttamente Dylan Dog. Il personaggio viene citato nella serie regolare di Martin Mystère (nn. 85-86) nel 1989 poco prima dell'uscita del primo crossover. Martin Mystère, Diana e Java compaiono nuovamente nella storia in due puntate pubblicata sui n. 133 e 134 di Dylan Dog nel 1997 dove viene citato anche Jerry Drake, alias Mister No. Dylan e Martin si incontrano di nuovo nel 2014 in una storia pubblicata sul n. 12 del Color Fest e nel 2018 nel Maxi n. 10 di Martin Mystère intitolato "L'abisso del male". Questa ultima apparizione si collega direttamente alle due storie one shot del 1990 e 1992 e all'interno della storia appaiono anche Zagor e alcuni personaggi di vecchia data pubblicati da Sergio Bonelli Editore.
- Mister No: Dylan Dog ha incontrato Jerry Drake due volte: il primo incontro è quello già citato (n. 133 e 134 di Dylan Dog) mentre il secondo è avvenuto nel Color Fest n. 12;
- Ken Parker: il personaggio incontra Ken Parker in una storia pubblicata nel dicembre 1994 sul n. 23 di Ken Parker Magazine;
- Napoleone: il personaggio incontra Napoleone nel n. 42 della serie omonima dove aiuta il protagonista a risolvere un caso; nel n. 12 del Color Fest viene mostrato un incontro tra Napoleone e un giovane di nome Dylan Dog;
- Nathan Never: il primo incontro con il personaggio Nathan Never viene narrato nel n. 12 della serie Color Fest: la storia è ambientata nel futuro di Nathan Never, dove viene creato un avatar di Dylan Dog in modo che possa aiutarlo;
- Dampyr: Dylan ha incontrato Harlan Draka in una storia in due parti iniziata sul n. 371 della serie regolare ("Arriva il Dampyr") e terminata sul n. 209 di Dampyr intitolato "L'indagatore dell'incubo".
- Morgan Lost: Dylan ha incontrato Morgan Lost in una miniserie di 6 albi i cui primi due usciti prima della terza serie del fumetto creato da Claudio Chiaverotti, il terzo e quarto dopo la fine della stessa e gli ultimi due dopo la fine della quarta serie.
- Batman: il primo crossover tra Bonelli e DC Comics si concretizza in una miniserie di 3 albi uscita nel 2023. Il numero 0, intitolato Relazioni pericolose, è stato scritto da Roberto Recchioni, disegnato da Gigi Cavenago e Werther Dell'Edera, così come i successivi 3 albi, e lanciato in esclusiva al Lucca Comics and Games 2019 in due variant di copertina, una con rappresentati Dylan Dog e Batman e l'altra con i corrispettivi villain Xabaras e Joker.[103] La storia uscirà in America, in Italia e in tutti i paesi che pubblicano entrambe le testate.

## Copertine
- Serie regolare: le copertine dei primi 41 numeri sono opera di Claudio Villa, quelle dei numeri dal 42 al 361 sono state realizzate da Angelo Stano. Il n. 362 aveva la copertina completamente bianca, quindi senza disegnatore, mentre dal numero 363 sono opera di Gigi Cavenago ad eccezione degli albi n. 418-419-420 in cui la prima di copertina è ad opera di Fabrizio De Tommaso e l'ultima di copertina è di Gigi Cavenago. Dal n. 421 le copertine sono affidate ai disegnatori Gianluca e Raul Cestaro.

- Speciale Dylan Dog: copertine realizzate da Claudio Villa per i numeri 1, 2 e 3, da Angelo Stano per i numeri dal 4 al 28, da Massimo Carnevale per i numeri 29 e 30, da Marco Mastrazzo per i numeri dal 31 al 37 e da Emiliano Tanzillo dai numeri successivi.

- Almanacco della Paura: tutti i 24 numeri pubblicati presentano copertine di Angelo Stano.

- Dylan Dog Magazine: tutte le copertine sono opera di Bruno Brindisi.

- Enciclopedia della Paura: tutte le copertine sono opera di Fabrizio De Tommaso.

- Dylan Dog Gigante: tutti i 22 numeri pubblicati presentano copertine di Angelo Stano.

- Maxi Dylan Dog / Maxi Dylan Dog Old Boy: copertine realizzate da Angelo Stano dal numero 1 al 21, da Gigi Cavenago dal 22 al 28, da Andrea Accardi dal 29 al 34 e dai fratelli Gianluca e Raul Cestaro dal 35 al 38.

- Dylan Dog: OldBoy: copertine realizzate dai fratelli Gianluca e Raul Cestaro dal numero 1 al 9, da Paolo Bacilieri e Giuseppe Montanari dal 10 al 21 e da Marco Nizzoli dal 22 al 29.

- Dylan Dog: OldBoy (nuova serie): tutte le copertine sono opera di Marco Nizzoli.

- Color Fest: le copertine di questa testata non hanno un disegnatore fisso, ma sono realizzate da artisti diversi ad ogni albo, sia facenti parte della Bonelli e già attivi sulla testata, sia completamente estranei alla casa editrice. In questo secondo caso hanno collaborato sia artisti già affermati che esordienti.

- Dylan Dog/Batman: le copertine di questa mini serie sono di Emiliano Mammuccari per il numero 0 e di Gigi Cavenago per tutti i 3 albi successivi.

- Dylan Dog presenta: Daryl Zed: le copertine di questa mini serie sono di Werther Dell'Edera per i numer 0, 5 e 6 e per la ristampa del 2025 contenente tutte le storie, di Nicola Mari per i numeri 1 e 2 e di Angelo Stano per i numeri 3 e 4.

- Ristampe: le ristampe che propongono copertine inedite sono state affidate a Claudio Villa sulla serie Super Book, a Corrado Roi sulla serie Granderistampa e a Gigi Cavenago per la serie Il Dylan Dog di Tiziano Sclavi.

## Dati di vendita
Dopo un periodo iniziale di assestamento, Dylan Dog iniziò ad aumentare le vendite tra la fine degli anni ottanta e l'inizio degli anni novanta, arrivando nel 1990 alla tiratura di 185.000 copie con l'albo n. 43 aumentata a 200.000 per il n. 45 e a superare, nel 1992, le 300.000 copie. A metà del decennio la serie regolare arrivò a vendere mezzo milione di copie al mese e le ristampe e le raccolte centinaia di migliaia. Dopo gli anni 2000, periodo di relativa stabilità, le vendite iniziarono a calare, scendendo a 120.000 copie all'inizio degli anni 2010 e rimanendo il secondo fumetto Bonelli per numero di copie vendute dopo Tex.